# 瀑河乡
瀑河乡，是中华人民共和国河北省保定市徐水区下辖的一个乡镇级行政单位。

## 行政区划
瀑河乡下辖以下地区：
解村、西樊村、东樊村、北樊村、新农村、太合庄村、屯里村、贾庄村、向阳村、杨家峪村、椿木峪村和新乡村。